# Charles Lloyd (1662-1728)
Pour les articles homonymes, voir Charles Lloyd (homonymie) et Lloyd.
Charles Lloyd (1662-1728) était un forgeron et un quaker qui a opéré à partir de 1717 la fonderie de Bersham Ironworks, située à Bersham, près de Wrexham, au nord du Pays de Galles et fut le deuxième site industriel à utiliser la fonte au coke en Angleterre, par des quakers, membres de la famille Darby qui avaient réussi la première fonte au coke en 1709 à Coalbrookedale.
Son frère Samuel Lloyd (1664-1724) avait créé des forges à Powicke et Burton et un atelier métallurgiste à Birmingham et son fils épousa la fille du maître de forges Richard Parker. La plupart des membres de sa famille étaient forgerons et quaker.
Charles Lloyd a employé John Thomas, un berger qui est devenu l'ami proche et le compagnon de recherches techniques du forgeron Abraham Darby et en 1727, lorsque sa fonderie a fait faillite, c'est le gendre d'Abraham Darby qui a repris l'affaire.